# اکوزیا
اکوزیا (به انگلیسی: Ecosia) یک موتور جستجوی وب زیست‌محیطی مستقر در برلین است که ۸۰٪ (یا بیش‌تر) از سود خود را به سازمان‌های غیرانتفاعی متمرکز در احیای جنگل اهدا می‌کند. این شرکت، خود را یک کسب‌وکار اجتماعی می‌داند که ترسیب کربن کرده و ادعا دارد که از شفافیت کامل مالی پشتیبانی، و از حریم خصوصی کاربرانش محافظت می‌کند. اکوزیا همچنین دارای گواهینامه از B Lab است.
در ۷ آوریل سال ۲۰۲۱، رتبهٔ اکوزیا در الکسا، در جهان ۵۲۴ و در آلمان ۷۶ بود.
گردش مالی آن نیز در سال ۲۰۲۰، ۲۱/۹۲ میلیون یورو بوده‌است.

## موتور جستجو

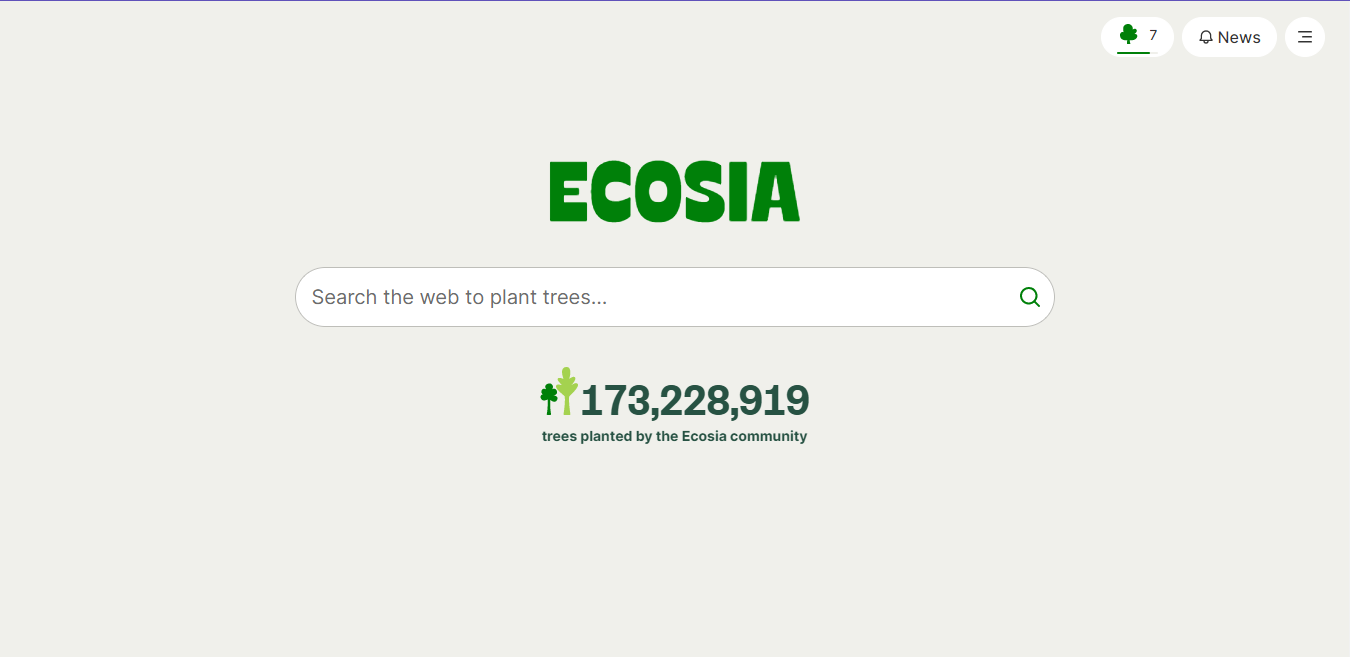
مرتبط

در زمان راه‌اندازی، این موتور جستجو در ابتدا ترکیبی از نتایج جستجو از یاهو! و فن‌آوری‌های بینگ و ویکی‌پدیا را ارائه می‌کرد و تبلیغات توسط یاهو! نمایش داده شده و درآمد آن مطابق یک توافق‌نامه تقسیم درآمد تقسیم می‌شد.
نتایج جستجوی اکوزیا اکنون توسط بینگ ارائه شده و توسط الگوریتمهای خود بهبود می‌یابد. این موتور جستجو در حال حاضر به عنوان یک مرورگر وب یا برنامه تلفن همراه در دستگاه‌های Android و iOS و همچنین در رایانه‌های شخصی و Mac در دسترس است.
در سال ۲۰۱۸، اکوزیا متعهد شد که به یک موتور جستجو برای حفظ حریم خصوصی تبدیل شود. جستجوها رمزگذاری شده و به‌طور دائمی ذخیره نمی‌شوند و داده‌ها نیز به تبلیغ‌کنندگان شخص ثالث فروخته نمی‌شوند. این شرکت در سیاست حفظ حریم خصوصی خود عنوان کرده‌است که پروفایل شخصی را بر اساس سابقهٔ جستجو ایجاد نکرده و همچنین از ابزارهای ردیابی خارجی مانند Google Analytics استفاده نمی‌کند.
اکوزیا در کنار نتایج جستجوی خود تبلیغات نشان می‌دهد و هر بار که کاربر از طریق یک لینک حمایت‌شده به یک تبلیغ‌دهنده هدایت می‌شود، تبلیغ‌کنندگان به اکوزیا مبلغی می‌پردازند. طبق پرسشگان اکوزیا، یک جستجوی واحد در آن به‌طور متوسط تقریباً نصف یک یورو سنت (۰/۰۰۵ یورو) جمع‌آوری کرده، و به ۰/۲۲ یورو (€) و تا ژوئیه ۲۰۲۰، ۰٫۷۵ ثانیه برای کاشت یک درخت نیاز داشته‌است.
یک شمارندهٔ شخصی در سمت راست صفحهٔ اصلی این مرورگر وجود دارد که با هر درخواست جستجو، به آن افزوده می‌شود. اکوزیا اظهار دارد که به‌طور متوسط ۴۵ جستجو یک درخت می‌کارد.
تعداد درختان کاشته‌شده، وابسته به تعداد کلیک روی تبلیغاتِ جستجوها است. البته میزان درآمد اکوزیا به ازای هر کلیک روی تبلیغات، به ارزش چیزی که تبلیغ می‌شود بستگی دارد؛ مثلاً جستجوی عبارات «حساب بانکی» یا «صفحه خورشیدی» نسبت به جستجوی عبارتی مثل «شکلات» تبلیغات پرمنفعت‌تری را نشان می‌دهد.

## TreeCard
در اکتبر سال ۲۰۲۰ اکوزیا اعلام کرد که ۲۰٪ سهام شرکت کارت بدهی TreeCard را خریداری کرده‌است. و اولین کارت بدهی چوبی دنیا در سال ۲۰۲۱ با مشارکت MasterCard عرضه شد.
ساخت بسیاری از کارت‌های بدهی دیگر با پلاستیک مرسوم است اما کارت‌های بدهی تولیدشده توسط TreeCard به جای پلاستیک از چوب گیلاس انگلیسی ساخته شده‌اند زیرا تجزیه پلاستیک بعد از دور انداختن آن، مدت زمان بیش‌تری طول می‌کشد. ۸۰٪ از سود این شرکت به پروژه‌های جهانی اکوزیا در باب احیای جنگل اختصاص می‌یابد. تخمین زده می‌شود که هر ۵۰ دلار برای کاشت یک درخت هزینه می‌شود و تا کنون بیش از ۱۲۰٬۰۰۰ درخت کاشته شده‌است. این گزینه وجود دارد که به جای دریافت کارت بدهی فیزیکی، کارت دیجیتالی را فقط با استفاده از خدمات پرداخت آنلاین Apple Pay و Google Pay و Samsung Pay داشته باشید و از طریق برنامهٔ تلفن همراه این شرکت در دستگاه‌های Android و iOS تراکنش‌هایتان را انجام دهید.
این کارت بدهی از دارندگان کارت کارمزد دریافت نمی‌کند و حتی تا ۵٪ مبلغ تراکنش را به آن‌ها برمی‌گرداند و هزینهٔ کاشت درختان را از طریق دریافت کارمزد مبادله از تاجران اخذ می‌کند.

## مدل تجاری

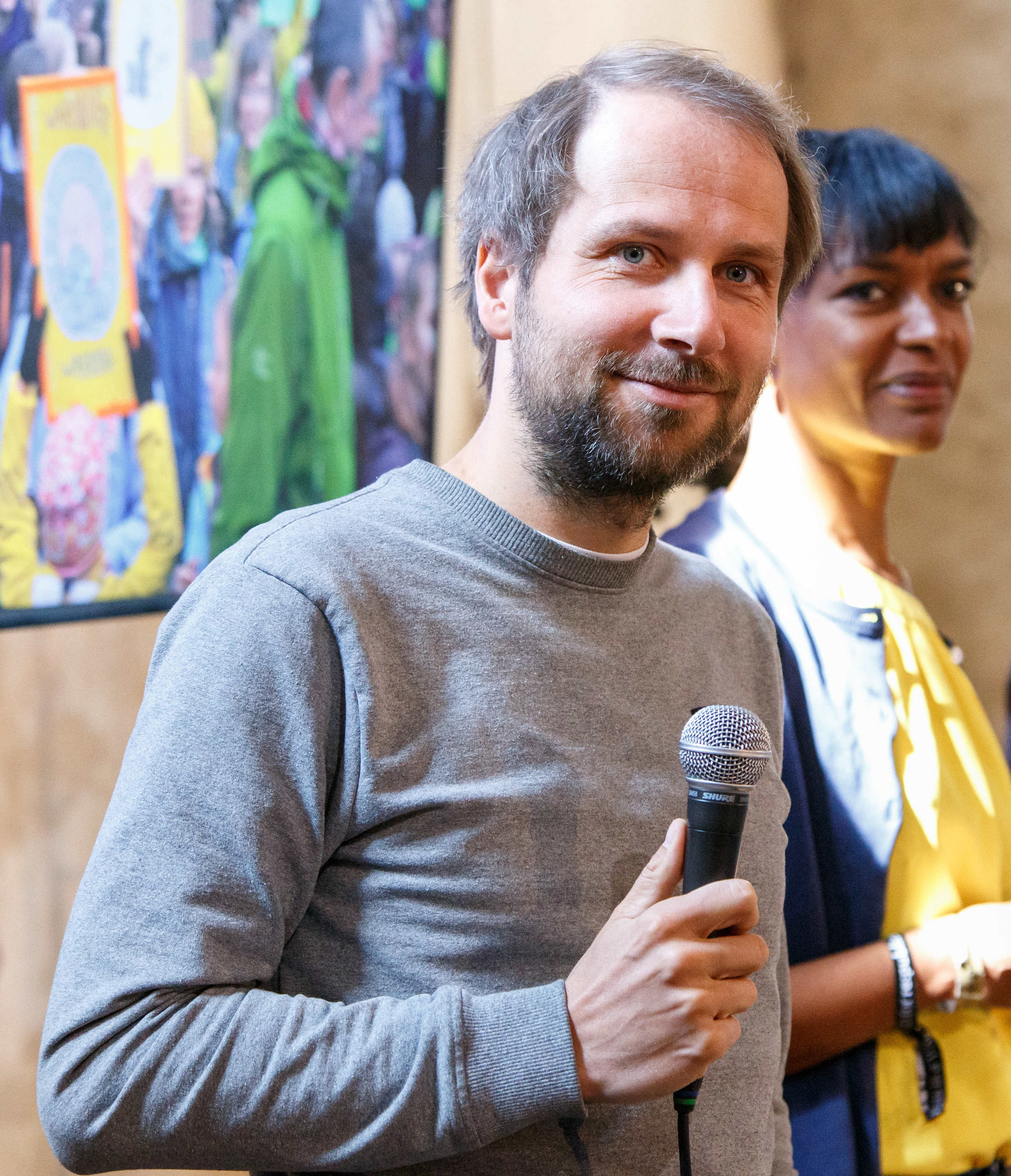
Christian Kroll (2019)، بنیانگذار Ecosia

اکوزیا از ۸۰٪ سود خود از درآمد تبلیغات برای حمایت از پروژه‌های کاشت درخت استفاده کرده و باقی‌مانده برای رویدادهای پیش‌بینی‌نشده ذخیره می‌شود - اگر از این ذخایر استفاده نشود، به صندوق درخت‌کاری شرکت بازگردانده می‌شوند. این شرکت گزارش‌های مالی ماهانه را در وب‌سایت خود منتشر می‌کند. در اکتبر سال ۲۰۱۸، Christian Kroll اعلام کرد که بخشی از سهام خود را به Purpose Foundation داده‌است. در نتیجه، Kroll و مالک مشترک اکوزیا، Tim Schumacher، از حق فروش اکوزیا یا بردن هرگونه سود به خارج از شرکت صرف نظر کردند.

## تاریخچه
اکوزیا همزمان با مذاکرات اقلیمی سازمان ملل در کپنهاگ در ۷ دسامبر سال ۲۰۰۹ ارائه شد. در طول زمان، اکوزیا از برنامه‌های مختلف درخت‌کاری پشتیبانی کرده‌است. تا دسامبر سال ۲۰۱۰، بودجه اکوزیا به برنامهٔ صندوق جهانی طبیعت آلمان که از پارک ملی Juruena در حوضه آمازون محافظت می‌کرد، اختصاص داده شد. برای محافظت از این منطقه، برگزارکنندگان برنامه‌هایی را با شرکت‌های الوار و انجمن‌های محلی تهیه و تأمین مالی کردند.
در سال ۲۰۱۱، این موتور جستجو بیش از ۲۵۰٬۰۰۰ یورو جمع‌آوری کرده بود.
از ژوئیه سال ۲۰۱۳ تا سپتامبر سال ۲۰۱۴، اکوزیا به برنامه «کاشت یک میلیارد درخت» که توسط The Nature Conservancy اجرا می‌شد، مبالغی اهدا کرد. The Nature Conservancy برنامه‌ای است که هدف آن بازگرداندن جنگل آتلانتیک برزیل با کاشت یک میلیون درخت بومی تا سال ۲۰۱۵ بود.
در سال ۲۰۱۵، اکوزیا اقدام به اختصاص بودجه‌ای برای احیای جنگل‌ها در بورکینافاسو به عنوان بخشی از پروژه دیوار بزرگ سبز، با حمایت اتحادیه آفریقا و بانک جهانی، کرد که هدف آن جلوگیری از بیابان‌زایی است.
بر اساس اطلاعات B Lab، از زمان تأسیس اکوزیا در دسامبر سال ۲۰۰۹ تا ژانویه سال ۲۰۱۵، این شرکت با اهدای ۸۰ درصد از درآمد تبلیغاتش، بیش از ۱٫۵ میلیون دلار برای حفاظت از جنگل‌های بارانی جمع‌آوری کرده بود. طبق اطلاعات اکوزیا، تا سال ۲۰۱۵، این موتور جستجو تقریباً ۲٫۵ میلیون کاربر فعال داشته و بیش از ۲ میلیون درخت کاشته بود.
در ماه مه سال ۲۰۱۵، اکوزیا در لیست Europas، در جوایز استارتاپ تکنولوژی اروپایی، ذیل دستهٔ «بهترین استارتاپ اروپایی با هدف بهبود جامعه» قرار گرفت.
در ۹ اکتبر سال ۲۰۱۸، اکوزیا ۱ میلیون یورو برای خرید جنگل هامباخ از شرکت تأمین انرژی آلمانی RWE AG برای حفاظت آن از تقلیل یافتن در اثر استخراج ذغال قهوه‌ای پیشنهاد داد. RWE پیشنهاد را رد کرد.
در ۲۳ ژانویه سال ۲۰۲۰، به دنبال فصل آتش‌سوزی استرالیا ۲۰–۲۰۱۹، اکوزیا تمام سود خود را از آن روز به ReForest Now (یک سازمان مردم‌نهاد محلی) اهدا کرد که نه تنها قصد داشت جنگل‌ها را ترمیم کند، بلکه می‌خواست «منطقه را در برابر آتش‌سوزی‌های آینده مقاوم‌تر کند». آن‌ها گفتند که آن میزان سود، برای کاشت ۲۶٬۴۴۶ درخت استفاده شده‌است.

## اثرگذاری
این شرکت با چندین سازمان از جمله پروژه‌های احیای جنگل Eden و Hommes et Terre و شرکای مختلف محلی برای کاشت درخت در ۱۶ کشور در سراسر جهان همکاری می‌کند. اکوزیا در حال حاضر یک یا چند پروژه در کشورهای زیر دارد: پرو، نیکاراگوئه، کلمبیا، هائیتی، برزیل، مراکش، اسپانیا، سنگال، بورکینافاسو، غنا، ماداگاسکار، اوگاندا، تانزانیا، اتیوپی، کنیا، اندونزی، هند، ساحل عاج، بریتانیا، کانادا، رواندا، بولیوی، ایالات متحده، استرالیا، مالاوی.
اگرچه اکوزیا سعی کرده بهترین مناطق برای احیای جنگل‌ها را طبق بالاترین استانداردها بررسی کند، اما ممکن است همچنان با برخی مناطق مواجه نشده باشد؛ بدین منظور جهت درخواست حمایت از اکوزیا برای پروژه‌های درخت‌کاری، می‌توان به این شرکت ایمیل زد. البته این شرکت در هر زمان فقط روی تعداد مشخصی از پروژه‌ها متمرکز می‌شود که بهره‌وری‌اش کاهش نیابد.
تا ژوئیه سال ۲۰۲۰، اکوزیا در مجموع بیش از ۱۰۰ میلیون درخت کاشته بود که در نتیجهٔ آن هر ماه بیش از ۵۰٬۰۰۰ تن CO2 از جو حذف می‌شد. در همان ماه گزارش شد که اکوزیا، به‌طور متوسط، قادر است با درآمدی که از تبلیغات به دست می‌آورد، هر ۰/۸ ثانیه - به‌طور متوسط در هر دقیقه ۷۵ درخت، ۱۰۸٬۰۰۰ درخت در روز - هزینه کاشت یک درخت را تأمین کند.
تا آوریل سال ۲۰۲۱، اکوزیا در مجموع بیش از ۱۲۰ میلیون درخت کاشت.

## یکپارچه‌سازی مرورگر
اکوزیا به ترتیب با بارگیری افزونه از فروشگاه وب کروم یا سایت افزونه موزیلا، در گوگل کروم و فایرفاکس و نیز در سافاری و مایکروسافت اج و سایر مرورگرها به عنوان موتور جستجوی پیش‌فرض در دسترس است.
مرورگر وب Pale Moon با انتشار نسخه ۲۶ در ۲۶ ژانویه سال ۲۰۱۶ و همچنین مرورگر وب Polarity با انتشار نسخه ۸ در ۱۵ فوریه سال ۲۰۱۶، اکوزیا را به عنوان موتور جستجوی پیش‌فرض اضافه کردند. اکوزیا موتور جستجوی پیش‌فرض مرورگر وب Waterfox از نسخه ۴۴٫۰٫۲ است. از نسخه ۱٫۹، ویوالدی اکوزیا را به عنوان گزینه‌ای برای موتور جستجوی پیش‌فرض قرار داده‌است. در مارس سال ۲۰۱۸، فایرفاکس ۵۹٫۰ اکوزیا را گزینه‌ای برای موتور جستجو در نسخه آلمانی قرار داد.
در ۲۱ اوت سال ۲۰۱۹، اکوزیا اعلام کرد که در مزایده «جستجو-انتخاب» برای نمایش در دستگاه‌های اندروید به رهبری گوگل شرکت نخواهد کرد. این بدان معنا بود که در سال ۲۰۲۰ کاربران اروپایی تلفن‌های اندرویدی گزینه‌ای برای تنظیم اکوزیا به عنوان موتور جستجوی پیش‌فرض نداشتند. Christian Kroll در مورد تصمیم به تحریم توضیح داد: «ما به شدت ناامید هستیم که گوگل تصمیم گرفته‌است از موقعیت غالب خود در بازار به این طریق استفاده کند. گوگل به جای دسترسی گسترده و عادلانه، انتخاب کرده‌است که به تبعیض شکل دیگری بدهد و همه به جز خودشان پرداخت انجام دهند، و این چیزی نیست که ما بتوانیم بپذیریم». درخواست‌های شرکت در مزایده «جستجو-انتخاب» در اواسط سپتامبر ۲۰۱۹ برگزار شد.
در ۱۲ مارس سال ۲۰۲۰، اکوزیا به عنوان گزینهٔ موتور جستجوی پیش‌فرض برای گوگل کروم در ۴۷ بازار قرار گرفت. این اولین موتور جستجوی غیرانتفاعی است که به عنوان گزینه‌ای برای کاربران ظاهر شده‌است.
از ۱۴ دسامبر سال ۲۰۲۰، مرورگر وب سافاری اپل اکوزیا را گزینه‌ای برای موتور جستجو در macOS Big Sur 11.1 و iOS/ iPadOS 14.3 قرار داد.
در ۲۸ ژانویه سال ۲۰۲۱، اکوزیا به یک موتور جستجوی رسمی در مرورگر Brave، (در نتیجهٔ مشارکت اعلام‌شده در آن تاریخ توسط هر دو شرکت) تبدیل شد.

## هزینه‌ها و حفظ منابع طبیعی
سرورهای خود اکوزیا کربن‌خنثی هستند و تعادل منفی CO2 دارند. انرژی مورد نیاز توسط خود اکوزیا از منابع تجدیدپذیر تأمین می‌شود. سرورهای مورد استفادهٔ بینگ هم کربن‌خنثی هستند.
تا دسامبر سال ۲۰۱۰، هدف از اهدای پول برنامهٔ محافظت از پارک ملی Juruena در آمازون توسط WWF آلمان بود. از زمان انتشار نسخهٔ جدید که در ۱۴ دسامبر ۲۰۱۰ منتشر شد، اکوزیا از یک پروژه WWF در آمازون (پارک ملی کوه‌های توموکوماکی در سپر گویان برزیل) حمایت می‌کند. به منظور برقراری محافظت، برنامه‌های حفاظتی با شرکت‌های الوار و شهرداری‌ها تنظیم و تأمین مالی می‌شوند. در بهار سال ۲۰۱۳، اکوزیا اعلان کرد که پولی را اهدا خواهد کرد و کیفیت نتایج جستجوهایش را بهبود خواهد داد. با این حال به علت مشکلات فنی، باید از یک خوراک وب قابل شارژ استفاده می‌شد، و یک شریک Ecolink ارتباطش را با اکوزیا قطع کرد. به دلیل هزینهٔ خوراک و افت در درآمد، اکوزیا و شریکش WWF موافقت کردند که از نوامبر سال ۲۰۱۲ تا فوریه سال ۲۰۱۳، مقدار اهداءِ پول را به ۲۰٬۰۰۰ یورو در ماه محدود کنند.
|         | ۲۰۰۹         | ۲۰۱۰         | ۲۰۱۱         | ۲۰۱۲         | ۲۰۱۳         |
| ------- | ------------ | ------------ | ------------ | ------------ | ------------ |
| ژانویه  | -            | ۵٬۹۲۱/۶۰     | ۲۵٬۲۹۷/۵۴    | ۷۸٬۳۲۶/۳۴    | ۲۰٬۰۰۰/۰۰    |
| فوریه   | -            | ۷٬۳۹۳/۹۶     | ۱۸٬۶۹۷/۳۲    | ۵۷٬۷۲۸/۴۶    | ۲۰٬۰۰۰/۰۰    |
| مارس    | -            | ۸٬۹۱۱/۷۶     | ۲۰٬۲۹۲/۹۵    | ۵۸٬۳۵۹/۰۸    | ۳۲٬۲۳۵/۲۵    |
| آوریل   | -            | ۹٬۱۳۵/۱۱     | ۱۷٬۴۳۰/۴۱    | ۶۲٬۰۰۰/۳۴    |              |
| مه      | -            | ۱۰٬۹۷۹/۰۳    | ۲۹٬۵۲۴/۷۷    | ۵۸٬۲۶۹/۵۸    |              |
| ژوئن    | -            | ۱۰٬۶۷۸/۱۹    | ۲۰٬۱۴۴/۹۰    | ۵۶٬۰۹۱/۶۷    |              |
| ژوئیه   | -            | ۱۲٬۰۹۰/۴۱    | ۳۶٬۴۳۹/۲۲    | ۵۵٬۳۵۲/۵۶    |              |
| اوت     | -            | ۱۱٬۵۲۳/۷۷    | ۴۵٬۷۹۰/۲۹    | ۵۴٬۵۵۱/۶۱    |              |
| سپتامبر | -            | ۱۲٬۴۷۴/۷۲    | ۳۶٬۲۱۸/۹۷    | ۵۲٬۷۲۷/۹۴    |              |
| اکتبر   | -            | ۱۳٬۳۰۰/۱۷    | ۴۳٬۶۵۱/۲۲    | ۵۰٬۱۱۴/۴۸    |              |
| نوامبر  | -            | ۱۵٬۳۵۴/۹۶    | ۵۳٬۰۱۰/۹۳    | ۲۰٬۰۰۰/۰۰    |              |
| دسامبر  | ۲٬۶۵۶/۳۴     | ۱۶٬۳۱۶/۸۵    | ۶۰٬۹۶۰/۹۷    | ۲۰٬۰۰۰/۰۰    |              |
| کل سال  | ۲٬۶۵۶/۳۴     | ۱۳۴٬۰۸۰/۵۳   | ۴۰۷٬۴۵۹/۴۹   | ۶۲۳٬۵۲۲/۰۶   | ۷۲٬۲۳۵/۲۵    |
| جمع     | ۱٬۲۳۹٬۹۵۳/۶۷ | ۱٬۲۳۹٬۹۵۳/۶۷ | ۱٬۲۳۹٬۹۵۳/۶۷ | ۱٬۲۳۹٬۹۵۳/۶۷ | ۱٬۲۳۹٬۹۵۳/۶۷ |

اپراتورهای اکوزیا اظهار دارند که تا ماه اوت سال ۲۰۱۳ تقریباً ۱/۳ میلیون یورو به WWF اهدا کرده‌اند. در پایان اوت سال ۲۰۱۳ اکوزیا از WWF جدا شد. از ژوئیه سال ۲۰۱۳ تا سپتامبر سال ۲۰۱۴، اکوزیا از پروژهٔ TNC تحت عنوان "کاشت یک میلیارد درخت" (پروژهٔ احیای جنگل در جنگل‌های بارانی برزیل) حمایت کرد.
|         | ۲۰۱۳       | ۲۰۱۴                            |
| ------- | ---------- | ------------------------------- |
| ژانویه  | -          | ۲۲٬۰۴۴/۰۰                       |
| فوریه   | -          | ۴۴٬۰۸۹/۰۰                       |
| مارس    | -          | ۶۴٬۷۷۹/۰۰ (۸۸٬۹۵۳ دلار آمریکا)  |
| آوریل   | -          | ۸۲٬۲۸۳/۰۰ (۱۱۲٬۳۰۱ دلار آمریکا) |
| مه      | -          | ۷۳٬۰۶۵/۰۰ (۹۰٬۶۴۷ دلار آمریکا)  |
| ژوئن    | -          | ۵۴٬۵۸۸/۰۰ (۶۷٬۷۲۴ دلار آمریکا)  |
| ژوئیه   | ۴۴۰/۰۰     | ۶۹٬۸۴۹/۰۰ (۸۶٬۶۵۸ دلار آمریکا)  |
| اوت     | ۹٬۷۴۰/۹۰   | ۵۸٬۰۶۳/۰۰ (۷۲٬۰۳۵ دلار آمریکا)  |
| سپتامبر | ۵۲٬۱۷۰/۹۰  | ۴۸٬۴۰۹/۰۰ (۶۱٬۱۴۵ دلار آمریکا)  |
| اکتبر   | ۵۳٬۸۵۹/۱۴  |                                 |
| نوامبر  | ۵۸٬۰۵۹/۰۰  |                                 |
| دسامبر  | ۶۲٬۱۰۶/۰۰  |                                 |
| کل سال  | ۲۳۶٬۳۷۵/۹۴ | ۵۲۱٬۶۸۸/۰۰                      |
| جمع     | ۷۵۸٬۰۶۳/۹۴ | ۷۵۸٬۰۶۳/۹۴                      |

همچنین، اکوزیا تعداد درختانی را که می‌توان با مبلغ ماهیانهٔ مربوطه کاشت، نشان می‌دهد. در فوریه سال ۲۰۱۴، ۵۴٬۸۶۶ درخت با اهدای ۴۴٬۰۸۹ یورو کاشته شد. پس حدود ۸۰ یورو برای کاشت هر درخت لازم بوده‌است. بنا به گفته‌های اکوزیا از پایان ژانویه سال ۲۰۱۵، حدود ۲۸ سنت به ازای هر درخت اهدا شده‌است.
در نوامبر سال ۲۰۱۴، اکوزیا اعلام کرد که یک میلیون درخت کاشته‌است و برای خود هدف‌گذاری کرده بود که تا سال ۲۰۲۰ یک میلیارد درخت بکارد. در پایان ژانویه سال ۲۰۱۵، اکوزیا اعلام کرد که می‌خواهد پروژه‌ای دیگر را در ساحل صحرا در آفریقا با مبالغِ اهداشدهٔ در گردش در آن‌جا در اکتبر سال ۲۰۱۴، حمایت کند. بدین منظور اکوزیا با WeForest و OZG کار می‌کند. از سپتامبر سال ۲۰۱۴، تنها حداقل ۸۰٪ از مازاد درآمد (و نه ۸۰٪ از کل درآمد) اهداء می‌شود.

|         | ۲۰۱۴                                    | ۲۰۱۵         | ۲۰۱۶         | ۲۰۱۷         | ۲۰۱۸         | ۲۰۱۹         | ۲۰۲۰         | ۲۰۲۱         |
| ------- | --------------------------------------- | ------------ | ------------ | ------------ | ------------ | ------------ | ------------ | ------------ |
| ژانویه  | -                                       | € ۶۲٬۵۰۰     | € ۷۲٬۳۵۰     | € ۱۳۰٬۰۰۰    | € ۴۲۱٬۳۷۰    | € ۴۳۸٬۸۴۶    | € ۱٬۰۵۲٬۹۲۹  | € ۱٬۲۰۴٬۱۵۴  |
| فوریه   | -                                       | € ۶۷٬۰۰۰     | € ۶۵٬۵۰۰     | € ۱۴۵٬۰۰۰    | € ۴۱۱٬۲۶۹    | € ۴۸۲٬۹۶۷    | € ۱٬۵۱۶٬۶۴۴  | € ۸۲۴٬۳۳۹    |
| مارس    | -                                       | € ۷۲٬۰۰۰     | € ۸۳٬۷۵۰     | € ۲۷۰٬۵۵۱    | € ۳۰۲٬۵۰۱    | € ۴۴۰٬۰۳۸    | € ۱٬۳۴۶٬۳۴۵  |              |
| آوریل   | -                                       | € ۵۰٬۰۰۰     | € ۶۸٬۰۰۰     | € ۳۳۰٬۱۹۸    | € ۳۴۱٬۵۸۲    | € ۵۹۰٬۲۷۵    | € ۹۱۹٬۷۰۵    |              |
| مه      | -                                       | € ۵۰٬۱۵۰     | € ۶۵٬۰۰۰     | € ۴۴۱٬۱۹۷    | € ۳۰۰٬۹۰۲    | € ۶۹۶٬۲۰۴    | € ۵۴۴٬۵۶۰    |              |
| ژوئن    | -                                       | € ۳۲٬۲۲۰     | € ۵۴٬۰۰۰     | € ۴۴۶٬۰۷۵    | € ۲۶۴٬۰۰۵    | € ۷۱۳٬۵۷۹    | € ۶۵۹٬۱۵۲    |              |
| ژوئیه   | -                                       | € ۴۴٬۷۵۰     | € ۷۴٬۰۰۰     | € ۴۴۹٬۸۱۵    | € ۳۱۹٬۱۲۷    | € ۸۱۵٬۳۷۸    | € ۴۶۸٬۶۳۳    |              |
| اوت     | -                                       | € ۴۷٬۲۵۰     | € ۶۵٬۰۰۰     | € ۳۸۸٬۰۱۸    | € ۲۹۳٬۴۲۱    | € ۸۵۵٬۳۲۳    | € ۴۷۹٬۸۶۹    |              |
| سپتامبر | -                                       | € ۵۶٬۵۰۰     | € ۸۴٬۹۹۱     | € ۲۹۹٬۶۲۱    | € ۳۰۱٬۹۰۳    | € ۹۴۷٬۳۸۸    | € ۴۹۷٬۰۶۰    |              |
| اکتبر   | ۷۰٬۹۴۰/۴۱ دلار آمریکا (تقریبا ۵۶٬۰۰۰ €) | € ۶۳٬۷۰۰     | € ۱۰۲٬۹۰۰    | € ۳۰۳٬۹۴۹    | € ۲۱۵٬۰۱۲    | € ۹۹۲٬۳۲۵    | € ۵۶۹٬۱۷۵    |              |
| نوامبر  | ۴۵٬۲۵۵/۶۰ دلار آمریکا (تقریبا ۳۶٬۰۰۰ €) | € ۴۷٬۴۵۰     | € ۱۴۰٬۸۰۰    | € ۳۷۷٬۰۱۳    | € ۴۴۰٬۹۲۵    | € ۹۴۵٬۹۸۳    | € ۷۴۲٬۶۳۳    |              |
| دسامبر  | € ۴۰٬۰۰۰                                | € ۶۲٬۴۵۰     | € ۱۳۷٬۰۰۰    | € ۴۷۰٬۲۱۵    | € ۵۳۳٬۰۸۰    | € ۱٬۲۸۱٬۷۲۱  | € ۱٬۳۱۷٬۸۱۲  |              |
| کل سال  | تقریبا € ۱۳۲٬۰۰۰                        | € ۶۵۵٬۹۷۰    | € ۱٬۰۱۳٬۲۹۱  | € ۴٬۰۵۱٬۶۵۲  | € ۴٬۱۴۵٬۰۹۷  | € ۸٬۲۵۳٬۹۹۴  | € ۱۰٬۱۱۴٬۵۱۷ | € ۲٬۰۲۸٬۴۹۳  |
| جمع     | € ۳۰٬۳۹۵٬۰۱۴                            | € ۳۰٬۳۹۵٬۰۱۴ | € ۳۰٬۳۹۵٬۰۱۴ | € ۳۰٬۳۹۵٬۰۱۴ | € ۳۰٬۳۹۵٬۰۱۴ | € ۳۰٬۳۹۵٬۰۱۴ | € ۳۰٬۳۹۵٬۰۱۴ | € ۳۰٬۳۹۵٬۰۱۴ |

## کمک مالی به اکوزیا
در حال حاضر راهی برای کمک مالی به اکوزیا نیست و این شرکت تنها از سود حاصل از درآمد تبلیغاتی‌اش برای حمایت شرکایش در پروژه‌های درخت‌کاری استفاده می‌کند. اما باز هم‌راهی برای کمک به پیشبرد فعالیت این شرکت وجود دارد و آن خرید تی‌شرت از فروشگاه آنلاین اکوزیا است! مبلغ حاصل از فروش هر تی‌شرت منجر به کاشت ۲۰ درخت می‌شود.
همچنین می‌توان به جای کمک مالی به اکوزیا، به شرکای این شرکت که در حال احیای جنگل‌ها هستند پول اهداء کرد چرا که معتمد اکوزیا و تحت نظر آن هستند.

## محافظت از اطلاعات
اکوزیا طبق قوانین آلمان از اطلاعات حفاظت می‌کند. بر اساس اعلان فعلی حفاظت از داده‌ها، داده‌ها پس از ۷ روز پاک یا بی‌نام می‌گردند. بینگ، شریک اکوزیا که نتایج جستجو را فراهم می‌کند، علاوه بر سوالات جست‌وجوشده و تاریخ بازیابی، از نشانی آی‌پی، مرورگر و زبان تنظیمات هم آگاه است.
از سپتامبر سال ۲۰۱۴، اکوزیا از انواع رمزگذاری‌شده HTTP و HTTPS استفاده می‌کند.
برنامه‌های تلفن همراه در دستگاه‌های iOS و Android مصرف دادهٔ موبایل را بهینه نمی‌کنند: به صورت پیش‌فرض مسدودکنندهٔ تبلیغات وجود ندارد و کوکی‌های مرورگر پذیرفته می‌شوند، ویژگی ردیابی‌نکردن فعال نیست.

## جوایز
- جایزه سال Utopia 2009، اکوزیا - که بعد از Forestle ایجاد شده بود، جایزهٔ مخاطبان را در دستهٔ «سازمان‌ها» برنده شد.[۷۱]
- "رقابت استارت‌آپ- IKT Innovativ" تحت حمایت  BMWi  سال 2010[۷۲]
  - فناوری اطلاعات و ارتباطات نوآورانه[۷۳]
  - جایزه ویژه «فناوری اطلاعات و ارتباطات سبز»[۷۴]
- جایزهٔ اتحاد زیست‌محیطی زاکسن-آنهالت سال ۲۰۱۰ - اکوزیا در بخش «پایدارترین حالت توسعه محصول» برنده شد.[۷۵][۷۶]
- مقام اول در KarmaKonsum Gründer-Award سال 2011[۷۷]
- مقام دوم در جایزه ارزش عمومی ارنست اند یانگ سال 2018[۷۸]
- مقام سوم (رتبه ۲٫۸) از ۱۰ موتور جستجو، در مجلهٔ test از Stiftung Warentest، ویرایش آوریل 2019[۷۹]